# Microgramma geminata
Microgramma geminata är en stensöteväxtart som först beskrevs av Heinrich Adolph Schrader, och fick sitt nu gällande namn av R. M. Tryon och A. F. Tryon. Microgramma geminata ingår i släktet Microgramma och familjen Polypodiaceae. Inga underarter finns listade.